# 1968년 일본 프로 야구 올스타전
1968년 일본 프로 야구 올스타전은 1968년 7월 23일부터 7월 25일까지 열린 일본 프로 야구의 올스타전 경기이다.

## 출장 선수
| 센트럴 리그 | 센트럴 리그       | 센트럴 리그 | 센트럴 리그 |
| ----------- | ----------------- | ----------- | ----------- |
| 감독        | 가와카미 데쓰하루 | 요미우리    |             |
| 코치        | 혼다 이쓰로       | 주니치      |             |
| 코치        | 후지모토 사다요시 | 한신        |             |
| 투수        | 아니야 소하치     | 히로시마    | 2           |
| 투수        | 에나쓰 유타카     | 한신        | 2           |
| 투수        | 호리우치 쓰네오   | 요미우리    | 2           |
| 투수        | 이시도 시로쿠     | 산케이      | 첫 출장     |
| 투수        | 오가와 겐타로     | 주니치      | 3           |
| 투수        | 소토코바 요시로   | 히로시마    | 첫 출장     |
| 투수        | 시마다 겐타로     | 다이요      | 3           |
| 투수        | 가네다 마사이치   | 요미우리    | 17          |
| 투수        | G. 바크           | 한신        | 5           |
| 투수        | 곤도 마사토시     | 한신        | 3           |
| 포수        | 모리 마사히코     | 요미우리    | 9           |
| 포수        | 이토 이사오       | 다이요      | 2           |
| 포수        | 다나카 다카시     | 히로시마    | 2           |
| 1루수       | 오 사다하루       | 요미우리    | 9           |
| 2루수       | 도이 쇼조         | 요미우리    | 2           |
| 3루수       | 나가시마 시게오   | 요미우리    | 11          |
| 유격수      | 구로에 유키노부   | 요미우리    | 2           |
| 내야수      | 지하라 요자부로   | 주니치      | 첫 출장     |
| 내야수      | 다케가미 시로     | 산케이      | 첫 출장     |
| 내야수      | 마쓰바라 마코토   | 다이요      | 3           |
| 내야수      | 이치에다 슈헤이   | 주니치      | 첫 출장     |
| 외야수      | 야마모토 가즈요시 | 히로시마    | 4           |
| 외야수      | 에토 신이치       | 주니치      | 9           |
| 외야수      | 시바타 이사오     | 요미우리    | 6           |
| 외야수      | 곤도 가즈히코     | 다이요      | 9           |
| 외야수      | 야마우치 가즈히로 | 히로시마    | 14          |
| 외야수      | D. 로버츠         | 산케이      | 첫 출장     |
| 외야수      | 다카다 시게루     | 요미우리    | 첫 출장     |

| 퍼시픽 리그 | 퍼시픽 리그       | 퍼시픽 리그 | 퍼시픽 리그 |
| ----------- | ----------------- | ----------- | ----------- |
| 감독        | 니시모토 유키오   | 한큐        |             |
| 코치        | 나카니시 후토시   | 니시테쓰    |             |
| 코치        | 오시타 히로시     | 도에이      |             |
| 투수        | 스즈키 게이시     | 긴테쓰      | 3           |
| 투수        | 미나가와 무쓰오   | 난카이      | 7           |
| 투수        | 요네다 데쓰야     | 한큐        | 10          |
| 투수        | 이시이 시게오     | 한큐        | 3           |
| 투수        | 가지모토 다카오   | 한큐        | 11          |
| 투수        | 사카이 가쓰지     | 도쿄        | 2           |
| 투수        | 나리타 후미오     | 도쿄        | 3           |
| 투수        | 사토 모토히코     | 도쿄        | 첫 출장     |
| 투수        | 다카하시 요시마사 | 도에이      | 첫 출장     |
| 투수        | 모리야스 도시아키 | 도에이      | 3           |
| 투수        | 이케나가 마사아키 | 니시테쓰    | 4           |
| 투수        | 사사키 고이치로   | 긴테쓰      | 첫 출장     |
| 포수        | 노무라 가쓰야     | 난카이      | 12          |
| 포수        | 오카무라 고지     | 한큐        | 3           |
| 포수        | 다이고 다케오     | 도쿄        | 2           |
| 포수        | 요시자와 다케오▲  | 긴테쓰      | 4           |
| 1루수       | 에노모토 기하치   | 도쿄        | 12          |
| 2루수       | D. 블레이저       | 난카이      | 2           |
| 3루수       | 후나다 가즈히데   | 니시테쓰    | 4           |
| 유격수      | 고이케 겐지       | 난카이      | 5           |
| 내야수      | 사카모토 도시조   | 한큐        | 첫 출장     |
| 내야수      | 구니사다 야스히로 | 난카이      | 2           |
| 내야수      | 모토이 미쓰오     | 니시테쓰    | 첫 출장     |
| 외야수      | 도이 마사히로     | 긴테쓰      | 6           |
| 외야수      | 하리모토 이사오   | 도에이      | 9           |
| 외야수      | 히로세 요시노리   | 난카이      | 10          |
| 외야수      | A. 로페즈         | 도쿄        | 첫 출장     |
| 외야수      | 나가이케 도쿠지   | 한큐        | 2           |
| 외야수      | 이토 고시로       | 니시테쓰    | 첫 출장     |
| 외야수      | 야나기다 도시오▲  | 난카이      | 첫 출장     |

- 굵은 글씨는 팬 투표로 선출된 선수, ▲는 출장 사퇴 선수 발생에 의한 보충 선수.

## 올스타전 경기 결과

### 1차전

#### 스코어
| 팀 | 1 | 2 | 3 | 4 | 5 | 6 | 7 | 8 | 9 | 10 | R | H | E |
| 퍼시픽 | 1 | 0 | 0 | 0 | 0 | 0 | 0 | 0 | 0 | 0  | 1 | 6 | 0 |
| 센트럴 | 0 | 0 | 0 | 0 | 0 | 0 | 0 | 0 | 1 | 1X | 2 | 3 | 1 |
| 승리 투수: 소토코바 요시로(히로시마) 패전 투수: 이시이 시게오(한큐) 홈런: 퍼시픽 – 앨트 로페즈(도쿄·1회 1점) 센트럴 – 에토 신이치(주니치·10회 1점) |   |   |   |   |   |   |   |   |   |    |   |   |   |

#### 출장 선수
| 퍼시픽 | 퍼시픽 | 퍼시픽            |
| 타순   | 수비   | 선수              |
| ------ | ------ | ----------------- |
| 1      | (중)   | A. 로페즈         |
| 2      | (一)   | 에노모토 기하치   |
| 3      | (우)   | 도이 마사히로     |
| 4      | (좌)   | 하리모토 이사오   |
| 5      | (포)   | 노무라 가쓰야     |
| 6      | (三)   | 후나다 가즈히데   |
| 7      | (유)   | 사카모토 도시조   |
| 8      | (二)   | D. 블레이저       |
| 9      | (투)   | 이케나가 마사아키 |

| 센트럴 | 센트럴 | 센트럴          |
| 타순   | 수비   | 선수            |
| ------ | ------ | --------------- |
| 1      | (중)   | 곤도 가즈히코   |
| 2      | (二)   | 도이 쇼조       |
| 3      | (一)   | 오 사다하루     |
| 4      | (三)   | 나가시마 시게오 |
| 5      | (좌)   | 에토 신이치     |
| 6      | (우)   | D. 로버츠       |
| 7      | (유)   | 이치에다 슈헤이 |
| 8      | (포)   | 이토 이사오     |
| 9      | (투)   | 시마다 겐타로   |

#### 수상 선수
MVP
- 에토 신이치(주니치)

### 2차전

#### 스코어
| 팀 | 1 | 2 | 3 | 4 | 5 | 6 | 7 | 8 | 9 | R | H  | E |
| 퍼시픽 | 0 | 0 | 0 | 0 | 0 | 0 | 0 | 1 | 2 | 3 | 7  | 0 |
| 센트럴 | 1 | 0 | 3 | 1 | 0 | 0 | 3 | 0 | X | 8 | 13 | 3 |
| 승리 투수: 아니야 소하치(히로시마) 패전 투수: 스즈키 게이시(긴테쓰) 홈런: 퍼시픽 – 노무라 가쓰야(난카이·8회 1점) 센트럴 – 시바타 이사오(요미우리·3회 2점) |   |   |   |   |   |   |   |   |   |   |    |   |

#### 출장 선수
| 퍼시픽 | 퍼시픽 | 퍼시픽          |
| 타순   | 수비   | 선수            |
| ------ | ------ | --------------- |
| 1      | (一)   | A. 로페즈       |
| 2      | (유)   | 사카모토 도시조 |
| 3      | (좌)   | 하리모토 이사오 |
| 4      | (우)   | 도이 마사히로   |
| 5      | (포)   | 노무라 가쓰야   |
| 6      | (중)   | 나가이케 도쿠지 |
| 7      | (三)   | 후나다 가즈히데 |
| 8      | (二)   | D. 블레이저     |
| 9      | (투)   | 스즈키 게이시   |

| 센트럴 | 센트럴 | 센트럴            |
| 타순   | 수비   | 선수              |
| ------ | ------ | ----------------- |
| 1      | (중)   | 시바타 이사오     |
| 2      | (一)   | 오 사다하루       |
| 3      | (三)   | 나가시마 시게오   |
| 4      | (좌)   | 에토 신이치       |
| 5      | (우)   | 야마모토 가즈요시 |
| 6      | (유)   | 이치에다 슈헤이   |
| 7      | (포)   | 다나카 다카시     |
| 8      | (투)   | 아니야 소하치     |
| 9      | (二)   | 도이 쇼조         |

#### 수상 선수
MVP
- 시바타 이사오(요미우리)

### 3차전

#### 스코어
| 팀 | 1 | 2 | 3 | 4 | 5 | 6 | 7 | 8 | 9 | 10 | 11 | R | H  | E |
| 센트럴 | 2 | 0 | 0 | 0 | 0 | 0 | 0 | 0 | 2 | 0  | 0  | 4 | 14 | 0 |
| 퍼시픽 | 0 | 0 | 1 | 0 | 0 | 0 | 3 | 0 | 0 | 0  | 1X | 5 | 9  | 2 |
| 승리 투수: 모리야스 도시아키(도에이) 패전 투수: 시마다 겐타로(다이요) 홈런: 퍼시픽 – 후나다 가즈히데(니시테쓰·3회 1점), 고이케 겐지(난카이·7회 3점) |   |   |   |   |   |   |   |   |   |    |    |   |    |   |

#### 출장 선수
| 센트럴 | 센트럴 | 센트럴            |
| 타순   | 수비   | 선수              |
| ------ | ------ | ----------------- |
| 1      | (중)   | 시바타 이사오     |
| 2      | (一)   | 오 사다하루       |
| 3      | (三)   | 나가시마 시게오   |
| 4      | (좌)   | 에토 신이치       |
| 5      | (우)   | 야마우치 가즈히로 |
| 6      | (유)   | 이치에다 슈헤이   |
| 7      | (포)   | 이토 이사오       |
| 8      | (투)   | G. 바크           |
| 9      | (二)   | 도이 쇼조         |

| 퍼시픽 | 퍼시픽 | 퍼시픽          |
| 타순   | 수비   | 선수            |
| ------ | ------ | --------------- |
| 1      | (一)   | 에노모토 기하치 |
| 2      | (중)   | A. 로페즈       |
| 3      | (우)   | 도이 마사히로   |
| 4      | (좌)   | 하리모토 이사오 |
| 5      | (포)   | 노무라 가쓰야   |
| 6      | (二)   | D. 블레이저     |
| 7      | (유)   | 사카모토 도시조 |
| 8      | (三)   | 후나다 가즈히데 |
| 9      | (투)   | 사카이 가쓰지   |

#### 수상 선수
MVP
- 고이케 겐지(난카이)

## 같이 보기
- 일본 야구 기구
- 일본 프로 야구 올스타전